# Cypridopsis arhiga
Cypridopsis arhiga är en kräftdjursart som beskrevs av Cole 1965. Cypridopsis arhiga ingår i släktet Cypridopsis och familjen Cyprididae. Inga underarter finns listade i Catalogue of Life.